# 哈賈姆
哈賈姆，是印度北部和巴基斯坦一個穆斯林社團，他們的名稱意思是理髮師，傳統職業也是理髮師。

## 歴史和起源
哈賈姆全是穆斯林，他們宣稱始祖是先知所羅門，但一般認為他們原先是賤民，在中世纪受蘇菲派教士影响接受伊斯蘭教。
他們主要是遜尼派穆斯林，但也有少数什葉派穆斯林。